# Камен у мокраћној бешици
Камен у мокраћној бешици калкулус-конкремент мокраћне бешике појава је чврстих или трошних накупина (агломерација) кристала растворених минерала у мокраћи, које се стварају у мокраћној бешици. Они могу бити у свим облицима и величинама, од малих кристала величине зрна песка, до камења величине лоптице за голф. На процес формирања камена могу да утичу социо-економски, генетички и конституционални чиниоци. 
Иако су обично су повезани са застојем мокраће, могу се формирати и код здравих особа без доказа о анатомским дефектима, стриктурама, инфекцијама или страним телима. Присуство каменца у горњем делу уринарног тракта није нужно предиспозиција за стварање камена у мокраћној бешици.
Нешто чешће се јављају код мушкараца.

## Епидемиологија

### Морбидитет/морталитет
Камење у мокраћној бешици чини само око 5% свих каменаца уринарног тракта, али је одговорно за 8% смртности од уролитијазе у развијеним земљама света Инциденција камена у бешици је већа у земљама у развоју због исхрани са недостатком животињских протеина, лошом хидратацијом и понављајућим дијарејима.
Од 19. века, инциденција примарних каменаца у мокраћној бешици у Сједињеним Америчким Државама и западној Европи је стално и значајно опадала као последица побољшане исхране и контроле инфекција. У овим земљама, каменци мокраћнд бешике углавном погађају одрасле, са константним опадањем учесталости код деце. На западној хемисфери, каменаци у мокраћној бешици првенствено погађају мушкарце који су обично старији од 50 година и имају удружену опструкцију излаза из мокраћне бешике.
Међутим, инциденција каменца у бешици у мање развијеним земљама и областима као што су Тајланд, Бурма, Индонезија, Блиски исток и северна Африка остаје релативно висока. Иако су каменаци у мокраћној бешици све ређа у овим популацијама, они остаје поремећај који погађа децу и далеко је чешћи код дечака него код девојчица.

### Пол
Камен у мокраћној бешици је чешћи код мушкараца, при чему је пријављен однос између мушкараца и жена између 10:1 и 4:1. 

### Старост
Расподела старости има два врхунца: први са 3 године, код деце у земљама у развоју, а други са 60 година.

## Етиологија
Задатак мокраћне бешике је да сакупља мокраћу из бубрега све до оне количине која изазива надражај за изнокравање., након кога би бешика требало да буде празна. Овај физиолошки процес може бити нарушен неким здравственим проблемима који могу спречити да се то догоди, тако да на крају мокрења у бешици остаје заробљена извесна количина мокраће. У тако заробљеној мокраћи, неке од супстанци почињу да се лепе и формирају кристале који нарастају и формирају камен у бешици.
Иако постоји низ проблема који могу спречити пражњење бешике, два најчешћа су:
- Простата већа од уобичајене, која је уобичајена промена код старијих мушкараца. Увећана простата обично може да стисне уретру, цев која избацује мокраћу из тела. Када се то догоди, мокраћа не отече нормално, што отежава пражњење бешике.
- Оштећење нерава, познато и као неурогена бешика, због нарушене инервације бешике може довести до тога да се мокраћа задржава у мокраћној бешици.

Од других поремећаја који могу довести до проблема са пражњењем бешике наводе се:
- Операција повећања бешике, која иако неким људима помаже код проблема који се зове инконтиненција или немогућност контроле измокравања, може повећати вероватноћу да пацијент добије камење у бешици.
- Дивертикули бешике  или мале врећице које се формирају у зиду мокраћне бешике, као последица урођених аномалија, инфекција или проблема са простатом, могу бити узрок камена у бешици.
- Отицање ткива бешике, као последица инфекције уринарног тракта, може да блокира нормалан проток мокраће и изазове стварање камена у бешици.
- Цистокала, која се јавља само код жена, карактерише се променама у зиду бешике који слаби и пада у родницу,  може да блокира нормалан проток мокраће.
- Дијета богата мастима, шећером и солим може повећати  шансе за формирање камења у бешици. Овај поремећај се чешће јавља у земљама у развоју.
- Камен у бубрегу (иако се по етиологији разликују од камена у бешици), код неких пацијената може да се помери из бубрега и доспе у бешикику, уј којој наставља да расте.
- Медицински апарати могу да доведу до формирања каменаца на њима, као што је нпр. катетер, танка цев која помаже у дренирању мокраће из бешике.

## Клиничка слика
Клин ичку слику карактеришу следећи знаци и симптоми:
- бол или осећај притисака у трбуху,
- замућена или тамно пребобојена мокраћа,
- крв у мокраћи
- учестало или болно мокрење
- проблеми са мокрењем, успорен почетак и заустављање мокраће, губитак контроле измокравања мокраће,
- бол у пенису
- знаци инфекције уринарног тракта (ИУТ), који могу укључивати грозницу, бол приликом мокрења, хитно  и често мокрење

Неки пацијенти немају сталне симптоме, већ само повремене који се јављају када се покрене камен и спречава мокраћи да изађе из бешике.

## Дијагноза

#### Лабораторијске анализе
Анализа урина као јефтина и брза метода пружа корисне информације о каменцу мокраћне бешике, који може бити повезан са позитивним резултатима тестова на нитрите, леукоцитну естеразу и крв. Пошто каменац у бешици обично изазива дисурију и бол, пацијенти могу смањити дневни унос течности, што повећава специфичну тежину урина. Очекује се да одрасли са каменцима мокраћне киселине имају кисели пХ нокраће. Микроскопија обично показује црвене крвне ћелије (РБЦ) и пиурију. Микроскопски кристали су обично у складу са саставом камена.
Индикована је култура урина са осетљивошћу на антибиотике. Култура урина је корисна за документовање и усмеравање лечења удружених инфекција.
Треба урадити икомплетну крвну слику. Код пацијената са опструкцијом излаза и инфекцијом, број белих крвних зрнаца (ВБЦ) може бити повишен, са померањем улево.
Уражен свеобухватан метаболички панел, може указати на ниво креатинина који може бити повишен у опструкцији излаза. Други налази могу дати полдатке о основној абнормалности.

#### Радиографија
Иницијална метода избора је обична радиографија бубрега, уретера и мокраћне бешике, јер спада у најјефтинији и најлакши радиолошки тест за добијање дијагнозе. Нативна радиографија или интравенске пијелографије (ИВП),  открива радионепропусно камење. Чисти каменци мокраћне киселине и амонијум урата су радиолуцентни, али могу бити обложени слојем непрозирног калцијумовог седимента. Ламинације су уобичајене, са слојевима стратификованим према метаболичком и инфективном статусу и степену периодичне хематурије.

#### Ултрасонографија
Све већа распрострањеност и доступнст ултразвука, омогућила је да се овај релативно јефтин и брз модалитет највише користи у дијагнози каменца мокраћне бешике. Сонограми обично показују класичан хиперехоични објекат са задњим сенчењем и ефикасни су у идентификацији и радиолуцентних и радионепропусних каменаца. [ 32 ]

#### Компјутерска томографија
Компјутерска томографија се обично изводи из других разлога (нпр. бол у стомаку, карлична маса или сумња на апсцес), али може показати каменце у мокраћној бешици када се изводи без интравенозног (ИВ) контрастног материјала. Непојачана спирална компјутерска томографија је веома осетљива и специфична у дијагностици каменца дуж уринарног тракта. Овом методом се могу открити чак и чисти уратни каменци. Камен може бити замагљен ако је дат контраст.
Показало се да компјутерске томографије ниске дозе (ЛД) и ултра-ниске дозе (УЛД) имају високу дијагностичку тачност, осетљивост и специфичност за идентификацију камена у уринарном тракту уз значајно смањење дозе зрачења у поређењу са компјутерскома томографијом стандардном дозом.

#### Цистоскопија
Цистоскопија је најчешће коришћени тест за потврђивање присуства камена у мокраћној бешици и планирање лечења. Ова процедура омогућава да се визуализује камење и процени њихов број, величина и положај. Поред тога, преглед уретре, простате, зида мокраћне бешике и отвора уретера омогућава идентификацију стриктура, опструкције простате, дивертикула мокраћне  бешике и тумора мокраћне бешике.

## Терапија
Пошто је камен у бешици сам по себи знак основног проблема, скоро увек је у терапији индиковано поред уклањање камена и лечење основне абнормалности која је утицала на њихово формирање. Лечење основног узрока стварања камена (нпр. опструкција излаза мокраћне бешике, инфекције, страно тело или исхрана) истовремено је и саставни део превенције рецидива. Једина контраиндикација за уклањање каменца из бешике би било постојање камена код медицински нестабилног или скоро терминалног асимптоматског пацијента.
Данас се захваљујући напретку медицине, већина процедура уклањања камена из мокраћне бешике изводи путем ендоскопије. Међутим, ако је камен превелик или претврд или ако је пацијентова уретра премала (нпр. код деце) или је камен хируршки измењена на такав начин да отежава приступ бешици, отворени или перкутани супрапубични хируршки приступ је пожељно. Присуство каменца у мокраћној бешици код пацијената са доброчудно (бенигном) хиперплазијом простате (БХП) је апсолутна индикација за операцију.